# Nedinger Bach
Der Nedinger Bach ist ein etwa ein Kilometer langer orographisch rechter Zufluss des Steinbaches im rheinland-pfälzischen Landkreis Kaiserslautern auf dem Gebiet der zur Verbandsgemeinde Otterbach-Otterberg gehörenden Ortsgemeinde Niederkirchen.

## Verlauf
Der Nedinger Bach entspringt im Naturraum Untere Lauterhöhen des Nordpfälzer Berglandes auf einer Höhe von 397 m ü. NHN in einem Acker der Flur In den Nerdinger Wiesen am Nordwestrand eines winzigen Wäldchens ungefähr eineinhalb Kilometer östlich des Niederkirchener Ortsbezirks Heimkirchen.
Der Bach fließt begleitet von der Kreisstraße 32 stark begradigt in südwestlicher Richtung durch eine landwirtschaftlich genutzte Zone. Etwa dreihundert Meter bachabwärts werden seine Ufer von Gehölz gesäumt. Im letzten Drittel führt sein Lauf zwischen den Waldgwannen Hasselberg im Norden und Im Mauerwald im Süden  durch ein enges Tal.
Er mündet schließlich auf einer Höhe von 331 m knapp achthundert Meter ostsüdöstlich von Heimkirchen von rechts in den aus dem Südosten kommenden Steinbach.

## Daten
Der Nedinger Bach hat ein Einzugsgebiet von 87,1 ha und entwässert über den Steinbach, den  Odenbach, den Glan, die Nahe und den Rhein in die Nordsee. Der Höhenunterschied von seiner Quelle bis zu seiner Mündung beträgt 66 m, was bei einer Lauflänge von 1,06 km einem mittleren Sohlgefälle von 62,3 ‰ entspricht.